# Norderö församling
Norderö församling var en församling i Östersunds kontrakt i Härnösands stift. Församlingen ingick i Frösö pastorat och låg i Östersunds kommun i Jämtlands län. Församlingen uppgick 2014 i Frösö, Sunne och Norderö församling.

## Administrativ historik

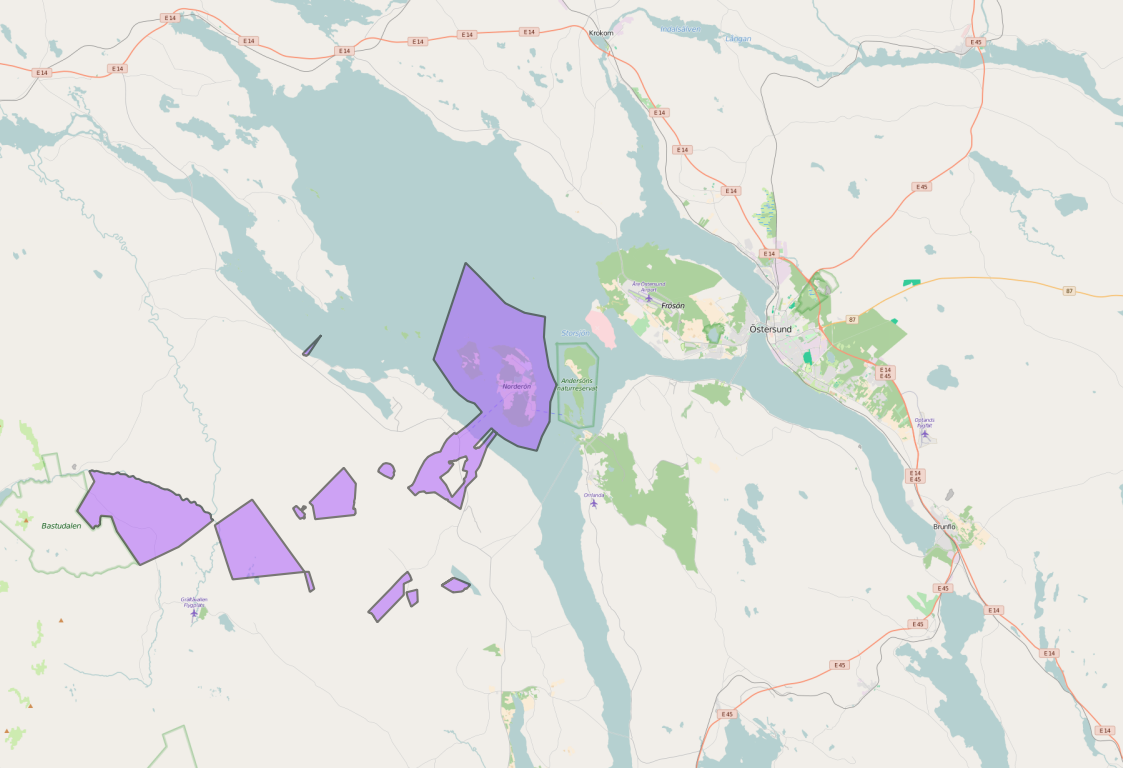
Norderö församling enligt indelningen den 1 januari 1976.

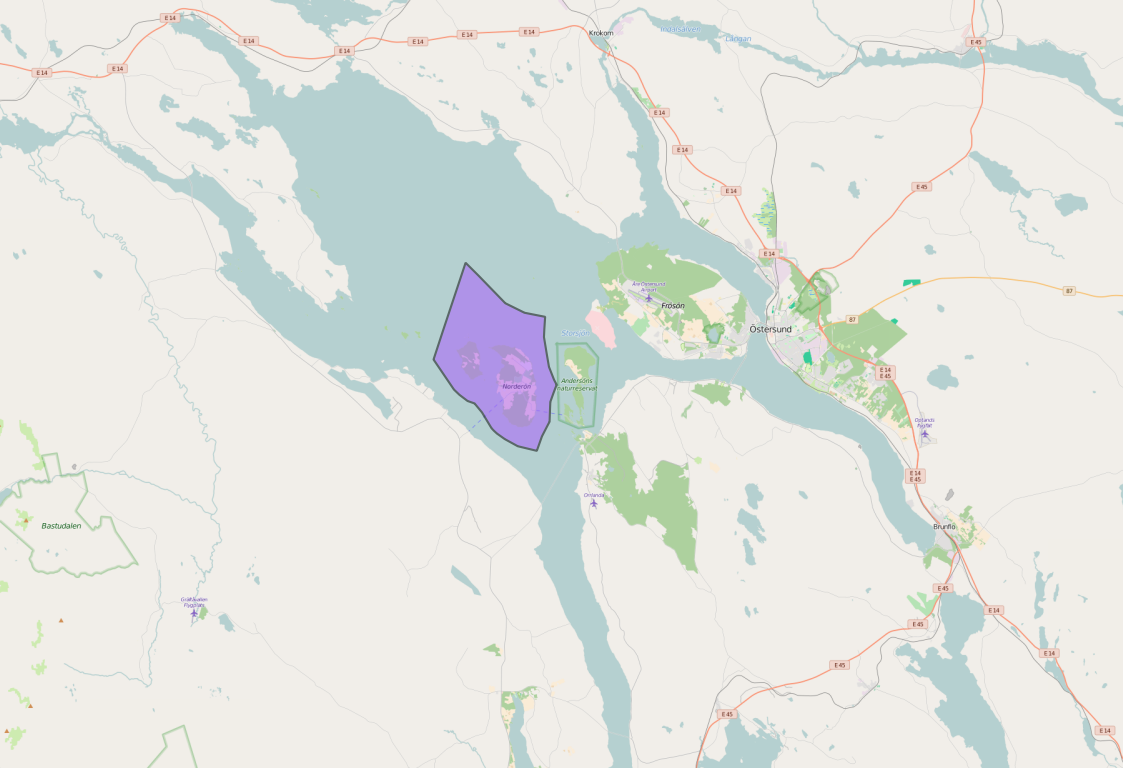
Norderö församling enligt indelningen den 1 januari 1977.

Församlingen har medeltida ursprung. Församlingen uppgick 1 januari 2014 i Frösö, Sunne och Norderö församling.
Den 1 januari 1977 överfördes 11 områden från Norderö församling till andra närliggande församlingar. Det första var ett obebott område omfattande en areal av 0,8 km² (varav 0,8 km² land) som överfördes till Ovikens församling. Det andra var ett område med 2 invånare och omfattande en areal av 0,1 km² (varav 0,0 km² land) som överfördes till Hallens församling. Slutligen överfördes 9 områden med sammanlagt 58 invånare och omfattande en areal av 50,4 km² (varav 48,1 km² land) till Marby församling.

### Pastorat
- Medeltiden till 1350-talet: Annexförsamling i pastoratet Sunne, Norderö och Frösö.
- 1350-talet till 1 maj 1889: Annexförsamling i pastoratet Sunne, Norderö, Frösö, Hallen och Marby.
- 1 maj 1906 till 1962: Annexförsamling i pastoratet Sunne och Norderö.
- 1962 till senast 1998: Annexförsamling i pastoratet Sunne, Norderö, Hackås och Näs.[4]
- 1998 till 2014: Annexförsamling i pastoratet Frösö, Norderö och Sunne.

## Areal
Norderö församling omfattade den 1 januari 1976 en areal av 90,9 kvadratkilometer, varav 59,7 km² land. Den 1 januari 1981 omfattade församlingen en areal av 38,8 km², varav 10,1 km² land.

## Kyrkor
- Norderö kyrka